# Metro de Caracas
Metro de Caracas es el sistema de transporte que sirve a la ciudad de Caracas (Venezuela) y a su área metropolitana. Cuenta con varios modelos de trenes. Está integrado por un sistema de ferrocarril metropolitano (el Metro propiamente dicho), un sistema de transporte superficial (Metrobús), un sistema teleférico (Metrocable), un movilizador automático de personas (Cabletrén) y una red de autobús de tránsito rápido (BusCaracas). Además del Metro de Caracas, están el Metro de Los Teques en el Estado Miranda, el Metro de Valencia en el Estado Carabobo, el Metro de Maracaibo en el Estado Zulia y el Sistema Ferroviario Nacional, que abarca toda Venezuela y siguen en construcción de más líneas.
Fue inaugurado el 2 de enero de 1983 con 6,7 km y actualmente la longitud total de la vía férrea alcanza los 106.5 km. Su finalidad es contribuir al desarrollo del transporte colectivo en Caracas y su área inmediata, mediante la planificación, construcción y explotación comercial de un sistema integrado de transporte. La C. A. Metro de Caracas es la encargada de su construcción, operación y explotación como organismo público descentralizado adscrito al Ministerio del Poder Popular para Transporte Terrestre.
Por consecuencia de la crisis que vive el país, para octubre de 2018 se estimó que el 25% de los trenes del Metro de Caracas estaban fuera de servicio debido a la falta de mantenimiento. En 2020, se mantenían operativos 9 de 48 trenes en la Línea 1; 6 de 44 en la Línea 2; y 4 de 16  en la Línea 3; lo cual, unido con las fallas eléctricas, hace que los usuarios experimenten permanentes retrasos. A inicios de 2022, se inicia una nueva etapa en su recuperación tanto a nivel de material rodante, vías férreas e infraestructura en conjunto con el esfuerzo de reingeniería completa y la aprobación de diferentes recursos por el ejecutivo nacional. Junto con la remodelación de distintas estaciones, sustitución de equipos hidráulicos, eléctricos, elevación y escucha que presentaban inconvenientes o perdida total de los mismos equipos. En 2023, se estima que se cuenta en la Línea 1 con 24 de 48 trenes; 12 de 44 en la Línea 2; 8 de 16 en la Línea 3, haciendo en si un aumento de más del 50% de la cantidad de trenes operativos para prestar servicio a la población capitalina.

## Historia

Logotipo antiguo del Metro de Caracas.

### Primeras Ideas del Metro de Caracas
La historia del Metro de Caracas se remonta a casi 75 años. La primera vez que se habló de un transporte rápido masivo para la ciudad capital fue en 1947, cuando dos empresas francesas presentaron al Consejo Municipal de Caracas proposiciones para estudios, proyectos, construcción y explotación de un sistema metro.  Las recomendaciones también señalaban un tramo subterráneo entre Santa Rosa y Santa Inés. En 1954, se propone de nuevo el sistema de transporte masivo, esta vez un monorriel similar al Tren Colgante de Wuppertal que, según la proposición, seguiría el curso del río Guaire. Entre 1956 y 1957, una misión de origen francés ofrece un sistema llamado Metro-Robot, que consiste en unos vagones de rueda de caucho sobre pista de rodamiento de madera. Pero ninguna de estas propuestas fueron tomadas en cuenta.

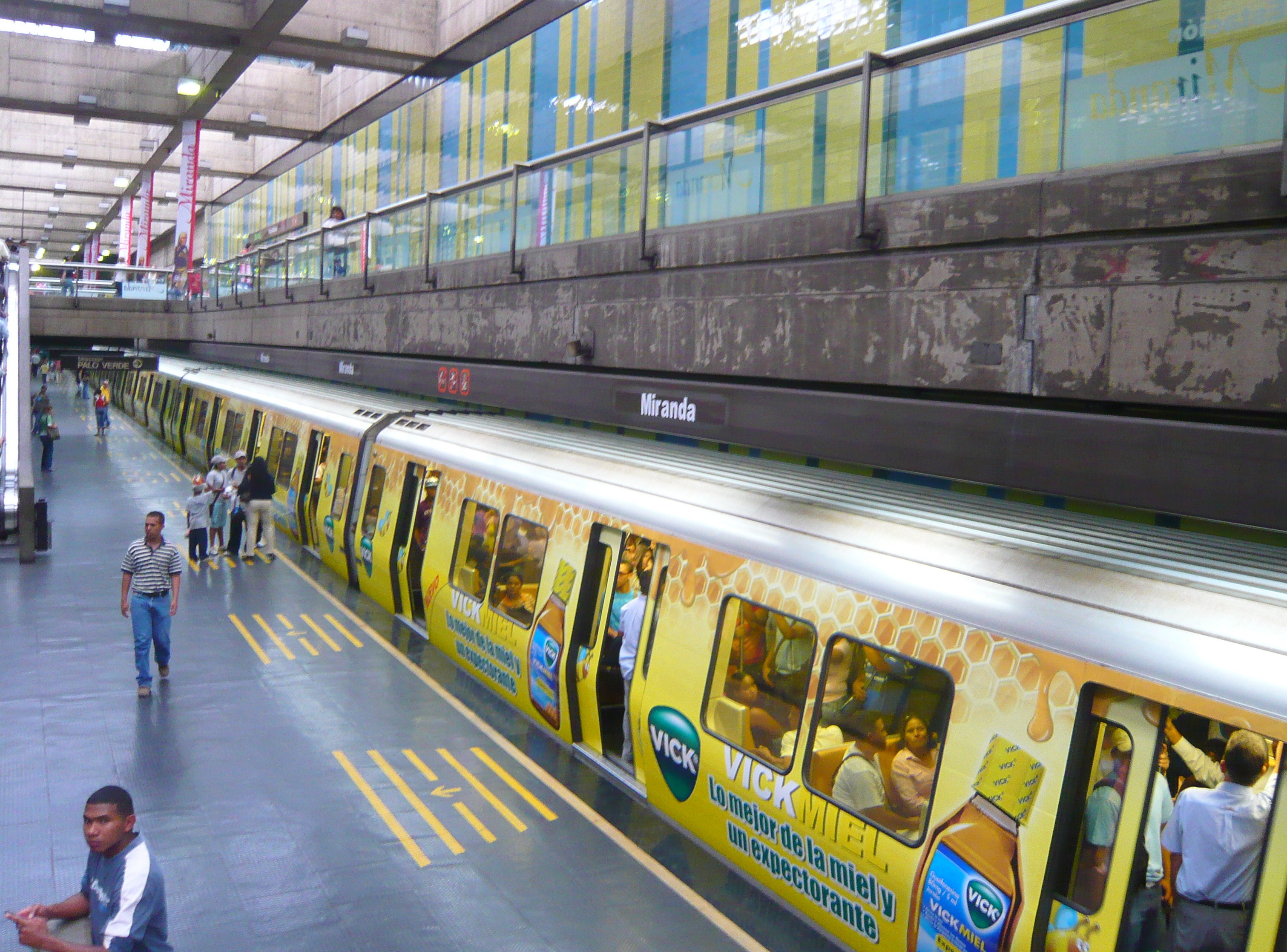

Entre 1959 y 1960, Maurice Rotival y Asociados regresan a Venezuela, esta vez contratados por el Centro Simón Bolívar. Rotival elabora una tesis de desarrollo para el casco central de la ciudad, la cual se extiende a toda el área metropolitana, en esta oportunidad se empleó por primera vez en Caracas un modelo científico para la estimación del tránsito futuro. Basados en estos estudios, una misión de las Naciones Unidas invitada por Cordiplan elabora un informe sobre el problema del transporte en Caracas. En su informe recomiendan, luego de descartar otros sistemas de transporte, la ejecución de un plan de transporte masivo, basado en un metro, y hicieron una estimación de la demanda futura para este tipo de metro.
En 1964, luego de otros varios estudios sobre el problema del transporte en la ciudad de Caracas, se creó la Oficina Ministerial del Transporte para que empezara el diseño de la línea Catía - Petare, definida como primera en prioridad del sistema.
Entre 1965 y 1967 se realizaron nuevamente investigaciones que demostraron que el problema de transporte en la ciudad no podía ser resuelto sin la incorporación de un nuevo sistema de transporte masivo. En 1968 se comenzó a elaborar el proyecto del Metro de Caracas y la creación del mapa, seleccionándose para ello al consorcio internacional formado por las empresas Parsons, Brickenhoff y Quade & Douglas de Nueva York y Alan Voorhees de Washington D. C., iniciándose los planes para la construcción de la Línea 1 (Catía - Petare, lo que corresponde actualmente a Propatria y Palo Verde). En diciembre del mismo año se promulgó el decreto de expropiaciones de los inmuebles afectados por la construcción del tramo Catía - El Silencio. A finales de 1973 se abrió la licitación internacional para las obras civiles de la estación Agua salud.
En julio de 1968, se somete a consideración del Congreso Nacional el proyecto de ley que autorizaría las operaciones de crédito público para financiar la construcción de la línea 1. En diciembre del mismo año el presidente Raúl Leoni dicta un decreto de expropiación de los inmuebles afectados por la construcción del tramo antes mencionado.
El 12 de marzo de 1975, el presidente Carlos Andrés Pérez anuncia ante el Congreso Nacional la construcción de la línea 1 desde Propatria hasta Palo Verde, comenzando por el extremo occidental.

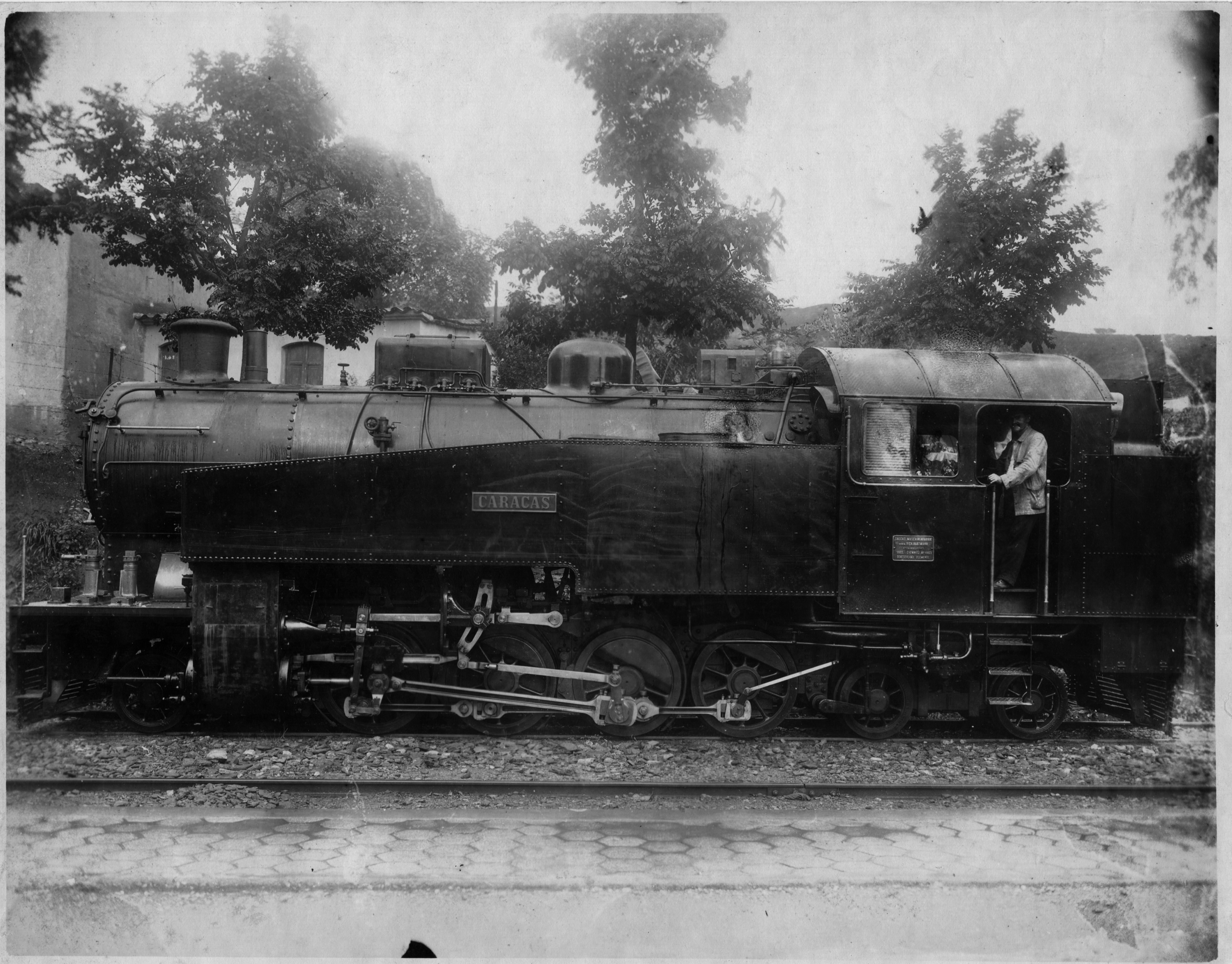
Venezuela 1930 gran ferrocarril

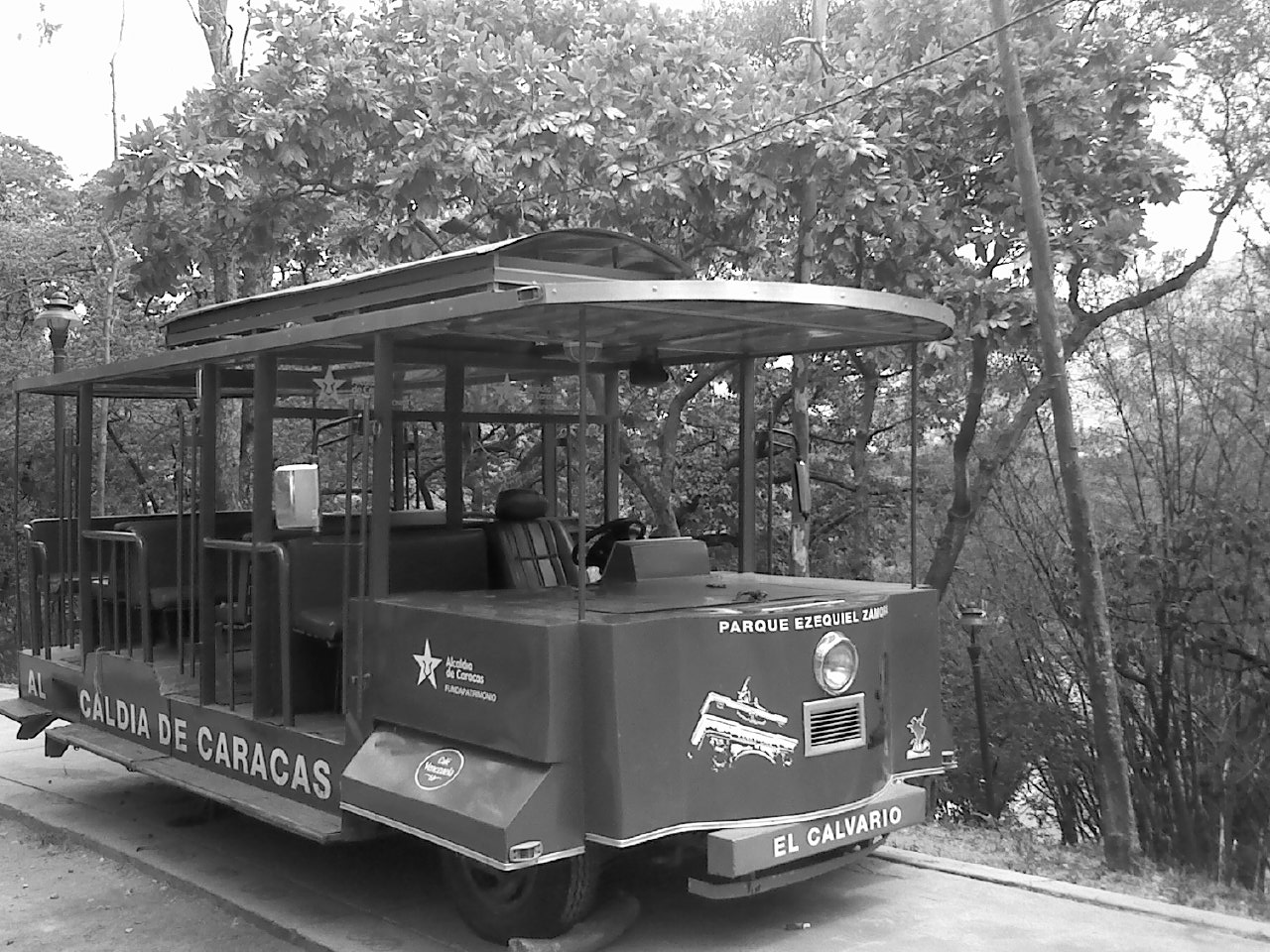

La Oficina de Proyectos y Obras del Metro de Caracas inició sus actividades en 1976 con la apertura de la licitación pública internacional de los equipos para la línea Propatria - Palo Verde. En abril de 1977 pasa a depender del Ministerio de Transporte y Comunicaciones, y cuatro meses más tarde, el 8 de agosto, se funda la Compañía Anónima Metro de Caracas, a cargo del dibujante arquitectónico José Alberto Centeno Bello, quien se encargó de terminar la línea 1.
La línea 1 fue inaugurada el domingo 2 de enero de 1983 por el entonces presidente Luis Herrera Campíns, con una primera etapa, de ocho estaciones, desde Propatria hasta La Hoyada.

### Construcción y Metrobús
Tras la inauguración del sistema el 2 de enero de 1983, a lo largo de los años se ha visto un crecimiento progresivo del sistema metro en el siglo XX, se da la inauguración de todas las etapas de las líneas 1 y 2,  y posteriormente se inaugura la primera etapa de la línea 3. Conjunto a ello, se ha dado la inauguración, funcionando al principio como un sistema auxiliar durante la construcción de línea 2, del sistema Metrobús.
La red de Metrobús es un servicio de buses integrado con el metro, que recorre más de 30 rutas, con el propósito de trasladar a los usuarios a otros barrios, sectores y puntos de interés que no tengan cobertura directa por una estación o que queden lejos de una estación. Las rutas incluyen a las ciudades dormitorios próximas a la capital. Este medio de transporte nació el 4 de octubre de 1987, prestando servicio inicial entre las estaciones La Paz y El Silencio, ya que para esa fecha no habían culminado las obras civiles de la línea 2 del Metro de Caracas (El Silencio - Zoológico - Las Adjuntas), luego, al ser finalizada dicha línea, el servicio de Metrobús quedó como sistema alimentador del Metro de Caracas. A la fecha cuenta con 30 rutas, 5 de ellas sirviendo a ciudades dormitorio (Guarenas, Guatire, Los Teques, San Antonio de Los Altos y La Guaira) con una flota de autobuses renovada en el año 2007, adaptadas a la topografía de las zonas que recorre.
El Metro de Caracas a través de su construcción a lo largo de los años, ha sido pionera en la planificación urbana para embellecer las áreas exteriores donde se encontraría cada estación del sistema, como fueron los casos de la Plaza Venezuela, el Bulevar de Sabana Grande, el Bulevar de Caricuao, la Plaza Francia de Altamira, entre otros lugares que han servido hasta la actualidad como puntos principales de interés. El Metro de Caracas ha servido como base fundamental para el desarrollo urbanístico de la ciudad de Caracas.
Desde los años 80 hasta los años 90, fueron totalmente terminadas las líneas 1 y 2, y los primeros tramos de la línea 3, además, después de la llegada del nuevo milenio, se construyó la línea 4 y se terminó la línea 3: En 2006 las líneas quedaron construidas y configuradas así: 
- Línea 1: Propatria - Palo Verde.
- Línea 2: Las Adjuntas - Zoológico - El Silencio.
- Línea 3: La Rinconada - Plaza Venezuela.
- Línea 4: Capuchinos - Zona Rental.

### Planificación actual y desarrollo
La replanificación del plan maestro ha dado como consecuencia la necesidad de aplicar servicios en determinadas áreas para conectar aún más la ciudad de caracas, la constante expansión del sistema Metro Los Teques y la conexión del Sistema Ferroviario Nacional, toma un rol fundamental para imponer aún más de la conexión hacia la ciudad de Caracas, como de igual manera, manteniendo las líneas anteriormente planificadas, aún en fase de proyectos. Para Caracas se tiene en desarrollo la construcción de la siguiente etapa de la Línea 4, conocida como Línea 5, así como la construcción de un túnel que conecte las estaciones Zoológico de la Línea 2 y La Rinconada de la Línea 3. El Metrobús sigue con el constante crecimiento tras la creación de nuevas rutas y adquisición de nuevas unidades para cubrir muchas más áreas de la ciudad capital.

### Metro Caracas-Guarenas-Guatire

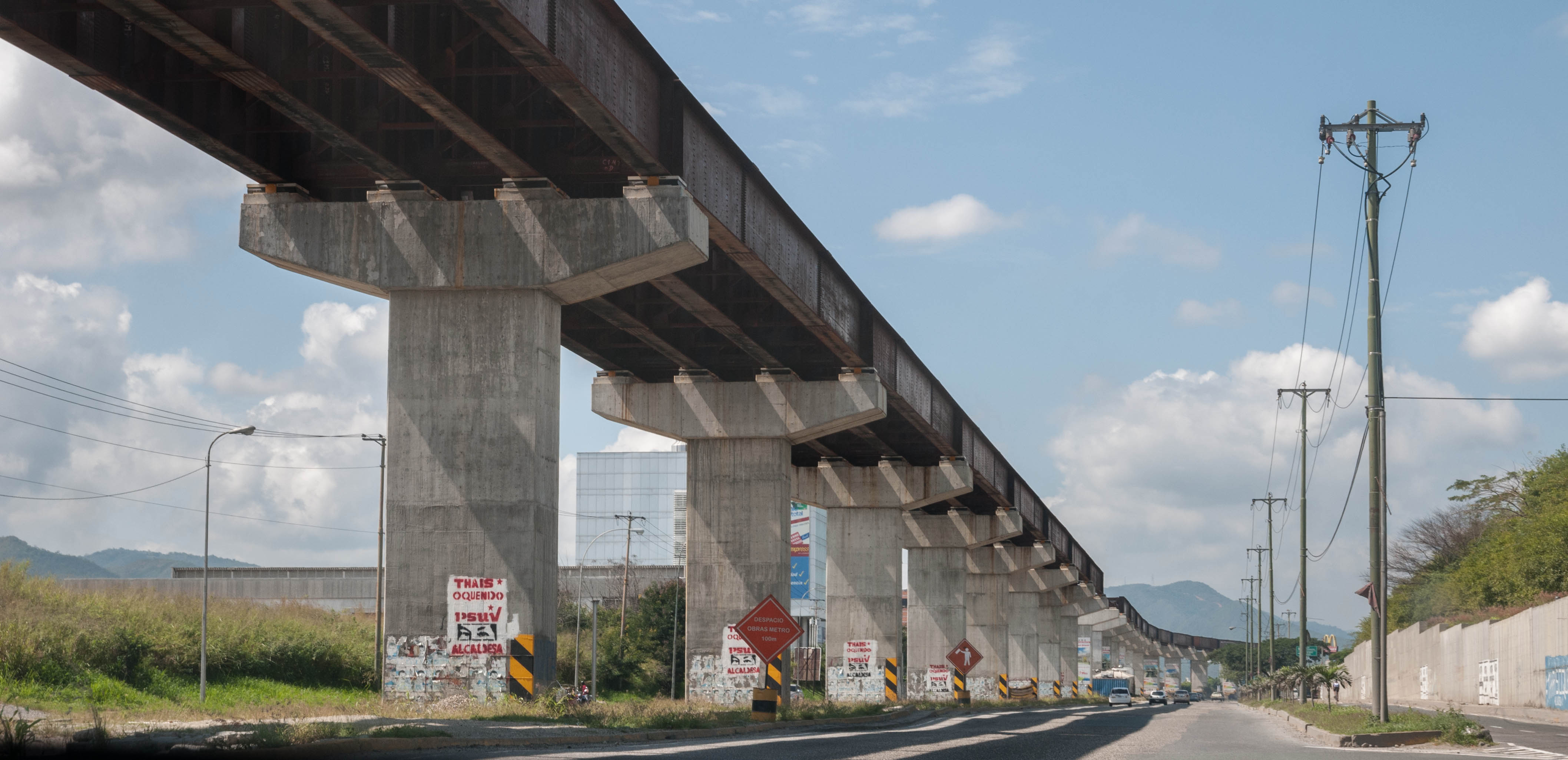
Tramo Elevado en Construcción del Metro de Caracas Guarenas Guatire, Ubicado en Guatire.

El Metro Guarenas / Guatire, es una nueva línea con la intención de proporcionar acceso a las comunidades suburbanas del este. El proyecto consta de 2 partes: primero, 4 nuevas estaciones de metro dentro de Caracas (parte de la futura Línea 6); segundo, un servicio de tren ligero de 6 estaciones. Ambos subsistemas permitirán transferencias en la estación de Warairarepano. En diciembre de 2006, el gobierno adjudicó un contrato de 2000 millones de dólares para la construcción de la nueva línea entre la estación de Metro del Parque II de Caracas que se construirá próximamente y las ciudades gemelas cercanas de Guarenas / Guatire, con finalización prevista para julio del 2012. Sin embargo, para noviembre de 2012, solo el 7% del proyecto de metro se había completado, y la fecha de finalización se había deslizado a por lo menos 2016. A partir de 2019, la fecha de finalización es desconocida, aunque los fondos públicos fueron adjudicados a la empresa Odebrecht encargada de la construcción: el monto inicial de US$ 2.320 millones calculados en 2007 ascendió a US$ 3500 millones hasta alcanzar la cifra final de US$ 4.904 millones, de acuerdo con la Comisión de Contraloría de la Asamblea Nacional.

## Líneas

Icono que identifica a las estaciones.

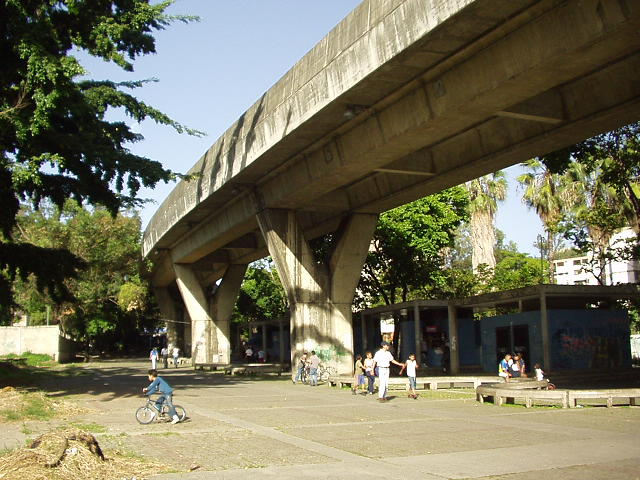
Viaducto de Línea 2 En El Boulevard de Caricuao

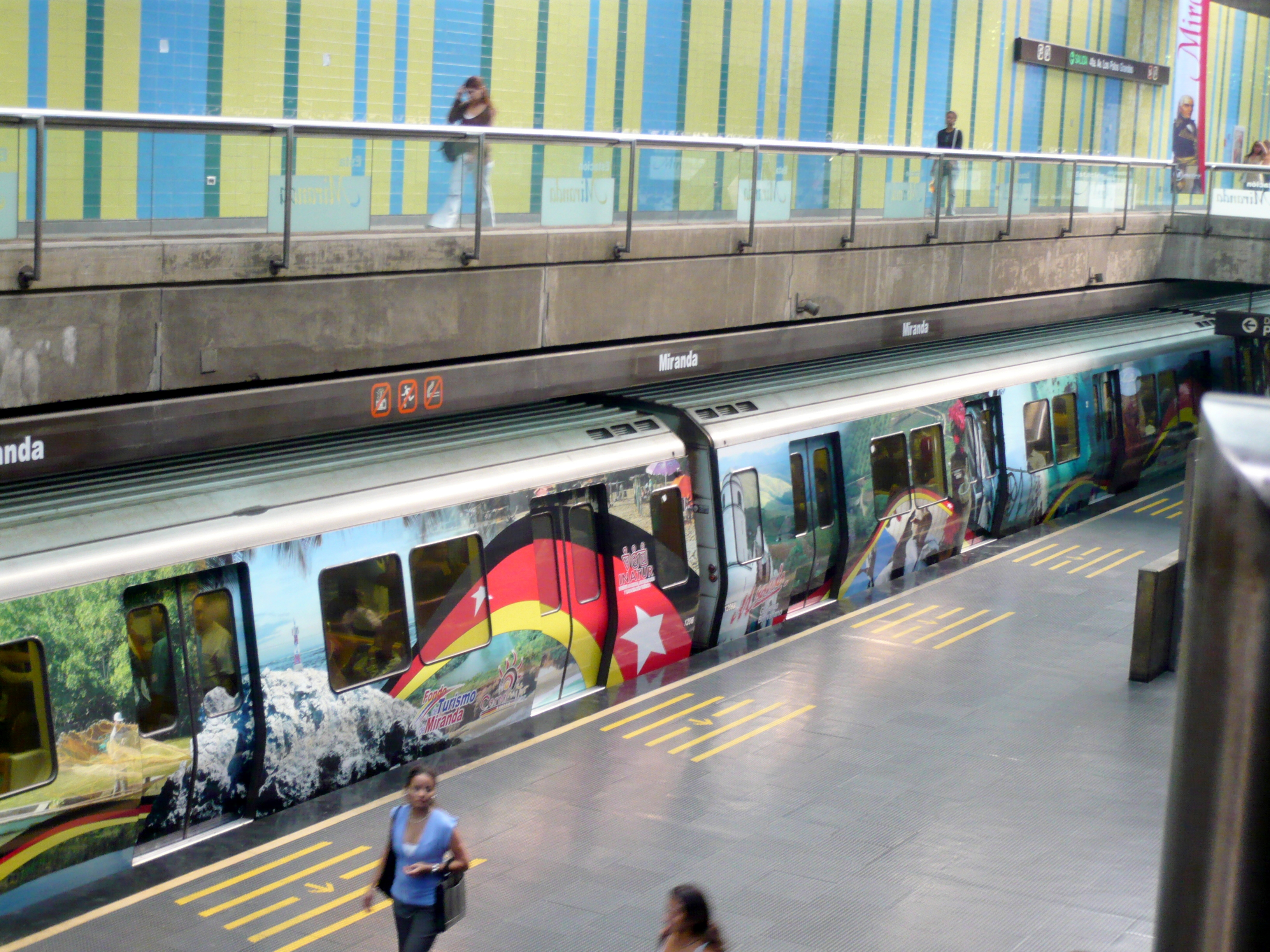
Tren con publicidad en la estación Miranda de la línea 1

Actualmente el servicio se distribuye en 6 líneas con solamente 5 nombres, que suman un total de 51 estaciones  106.5 kilómetros. La línea dos tiene dos ramificaciones y por esta razón cuentan con cuatro estaciones terminales, donde uno puede pensar que son dos líneas distintas aunque oficialmente Metro Caracas vean como solamente uno. Las principales características de las Líneas son independientes entre sí, por ejemplo la Línea 1 (Propatria-Palo Verde) es la Línea más antigua del  Metro de Caracas inaugurada en 1983, atraviesa la ciudad del Oeste al Este, tiene una extensión de 36,4 kilómetros y cuenta con 22 estaciones. Aproximadamente transporta diariamente 1,200,000 pasajeros. La Línea 2 conformada por Las Adjuntas - Zoológico - El Silencio está en funcionamiento desde 1987, posee 13 estaciones, cuenta con 38,4 kilómetros de longitud y transporta aproximadamente 250 mil pasajeros diarios. La línea 3 conformada por Plaza Venezuela - Rinconada, su operación comenzó en 1994, tiene 18,5 kilómetros de extensión y 9 estaciones, transporta aproximadamente 120 mil pasajeros diarios.
En 1993 la Cámara Venezolana de la Construcción otorgó al proyecto Líneas 1 y 3, el Premio Construcción.
La línea 3 (tramo 2-fase 1) que conecta a El Valle con La Rinconada se inauguró en 2006 comunica a los habitantes de Los Valles del Tuy con el Metro de Caracas. Tiene una extensión de 5.97. La línea 4 (extensión de la línea 2) Capuchinos -Zona Rental fue inaugurada en 2006. Tiene una extensión de 5.5 kilómetros con 4 nuevas estaciones: Teatros, Nuevo Circo, Parque Central y Zona Rental, todas subterráneas.
El 31 de marzo de 2008, los trabajadores de la empresa Metro de Caracas hicieron posible la construcción del primer vagón para el mantenimiento del metro en Venezuela, el cual se utilizará para los trabajos de vía férrea.

### Empleo de las líneas hasta el presente
Sucesivamente, desde 1983, se han puesto en servicio los siguientes tramos:
| Línea | Tramos                                 | Inicio de servicio      | Longitud | Estaciones | Cobertura / Notas |
| ----- | -------------------------------------- | ----------------------- | -------- | ---------- | --- |
| 1     | Propatria ↔ La Hoyada                  | 2 de enero de 1983      | 6,7 km   | 8          | Primera parte de un proyecto de dos mil millones de dólares. El horario inicial fue entre las 10:00 a. m. y las 4:00 p. m. |
| 1     | La Hoyada ↔ Chacaíto                   | 27 de marzo de 1983     | 11,5 km  | 14         | Apertura de seis estaciones adicionales. El 30 de mayo se establece el horario de lunes a sábado entre las 6:00 a. m. y las 9:00 p. m. El 9 de noviembre de ese mismo año, se extiende el horario de operación comercial hasta el día domingo. |
| 1     | Chacaíto ↔ Los Dos Caminos             | 23 de abril de 1988     | 16,8 km  | 18         | Fue cerrado temporalmente y reactivado en diciembre de 2010 por reparaciones en el tramo Los Dos Caminos ↔ Palo Verde |
| 1     | Los Dos Caminos ↔ Palo Verde           | 19 de noviembre de 1989 | 20,4 km  | 22         | Recorre la ciudad de oeste a este, desde Propatria hasta Palo Verde. |
| 2     | Las Adjuntas - Zoológico ↔ La Paz      | 4 de octubre de 1987    | 13,6 km  | 9          | Se inaugura también el servicio Metrobús con las rutas iniciales La Paz - El Silencio/La Paz - La Hoyada estando activas hasta la inauguración del tramo Artigas - El Silencio.                                                                |
| 2     | La Paz ↔ El Silencio                   | 6 de noviembre de 1988  | 18,6 km  | 13         | Se extiende desde el centro hacia el suroeste, entre las estaciones El Silencio y Zoológico - Las Adjuntas. |
| 2     | El Silencio ↔ Capuchinos               | 18 de julio de 2006     | 1 km     | 2          | Línea dedicada, cambio del uso de la línea, un tren tipo ida y vuelta "shuttle" entre dos estaciones. |
| 2     | Las Adjuntas - Zoológico ↔ Zona Rental | 18 de julio de 2006     | 23,1 km  | 16         | Fue una inversión de 800 millones de dólares. El tramo desde Capuchinos hasta Zona Rental, promovido como la Línea 4, es una extensión de la Línea 2. La siguiente fase de esta línea es llamada Línea 5 durante la fase de construcción.      |
| 2     | Zoológico ↔ El Silencio                | 1 de agosto de 2006     | 18,6 km  | 11         | Ramificación de la línea dedicada, cambio del uso de la línea después de dos semanas de prueba de una línea llamada Línea 4. |
| 3     | Plaza Venezuela ↔ El Valle             | 18 de diciembre de 1994 | 5,7 km   | 5          | |
| 3     | El Valle ↔ La Rinconada                | 15 de octubre de 2006   | 6,6 km   | 2          | Entre 2006 y finales de 2009 fue obligatorio transferir en la estación El Valle para proseguir el viaje. Recorre el sur de la ciudad. |
| 3     | Los Jardines ↔ Mercado                 | 9 de enero de 2010      | 10,6 km  | 9          | Inauguración de las estaciones intermedias Los Jardines, Coche, y Mercado de la línea 3. |
| 4     | Las Adjuntas ↔ Zona Rental             | 1 de agosto de 2006     | 23,1 km  | 14         | Renombrada de Línea 4 a Línea 2. Se creó una ramificación dedicada entre estas terminales. Se inauguran las estaciones Teatros, Nuevo Circo, Parque Central y Zona Rental poco después.                                                        |
| 5     | Zona Rental ↔ Bello Monte              | 4 de noviembre de 2015  | 1,3 km   | 2          | Apertura de la estación Bello Monte. Aunque en un principio fue una extensión de la Línea 4, fue renombrada como Línea 5. |

### Expansión de las líneas actuales
| Línea | Terminales               | Inicio de servicio | Longitud | Estaciones | Cobertura / Notas |
| ----- | ------------------------ | ------------------ | -------- | ---------- | --- |
| 6     | Zoológico ↔ La Rinconada | Suspendida         | 3 km     | 2          | La Rinconada es la estación terminal de la Línea 3 del Metro de Caracas, estando la misma ubicada en las adyacencias del Hipódromo "La Rinconada", del Poliedro de Caracas y del Museo Alejandro Otero. Esta estación tiene operaciones integradas con la Estación Libertador Simón Bolívar (Caracas) del Sistema Ferroviario Central (tramo Caracas - Tuy Medio) o Tren de los Valles del Tuy, el cual conecta la ciudad de Caracas con la ciudad de Cúa, en el Estado Miranda. |

### Lista de estaciones
| Línea 1              | Propatria • Pérez Bonalde • Plaza Sucre • Gato Negro • Agua Salud • Caño Amarillo • Capitolio • La Hoyada • Parque Carabobo • Bellas Artes • Colegio de Ingenieros • Plaza Venezuela • Sabana Grande • Chacaíto • Chacao • Altamira • Miranda • Los Dos Caminos • Los Cortijos • La California • Petare • Palo Verde |
| Línea 2              | El Silencio • Capuchinos • Maternidad • Artigas • La Paz • La Yaguara • Carapita • Antímano • Mamera • Caricuao • Zoológico / Ruiz Pineda / Las Adjuntas |
| Línea 3              | Plaza Venezuela • Ciudad Universitaria • Los Símbolos • La Bandera • El Valle • Los Jardines • Coche • Mercado • La Rinconada |
| Línea 4              | Capuchinos • Teatros • Nuevo Circo • Parque Central • Zona Rental |
| Línea 5              | Zona Rental • Bello Monte • Las Mercedes (Tamanaco) • Parque Simón Bolívar • Bello Campo • Hugo Chávez • Montecristo • Boleíta • El Marqués • Warairarepano |
| Línea 7 (BusCaracas) | Las Flores • Panteón • El Socorro • La Hoyada • El Cristo • Roca Tarpeya • Presidente Medina • INCES • Roosevelt • La Bandera • Los Ilustres |
| Cabletren            | Petare II • 19 de Abril • 5 de Julio • 24 de Julio • Warairarepano |

Leyenda: Negrilla: estaciones de transferencia o de conexión con otras líneas. Cursiva: Estaciones aún no concluidas. 

## Medios de transporte auxiliares
De acuerdo a la necesidad de beneficiar aquellas áreas donde el metro, debido a razones geográficas (y en ocasiones por factores sociales) sea imposible de ingresar; se ha puesto en funcionamiento tres nuevos sistemas auxiliares:

### Metrobús
A poco tiempo de su inauguración fue integrado al Metro un plan de transporte público superficial, el Metrobús, cuyas unidades de autobuses con sistemas de radio y control, recorrían rutas preestablecidas con las que se amplíaba el espacio geográfico de atención a los traslados de los usuarios en la ciudad, facilitando además la conexión con otros modos. Estas unidades incluían rutas de servicio suburbano a poblaciones como las de Guarenas, La Guaira, Los Teques, San Antonio de Los Altos, entre otras. Su integración al Metro, al entrar en operaciones junto con la puesta en servicio de la primera fase de la Línea 2 del Metro de Caracas, abarcó la coordinación de horarios, tarifas y ubicación de paradas del transporte. Hoy día de 570 unidades de Metrobús, sólo circulan 47.

### Metrocable

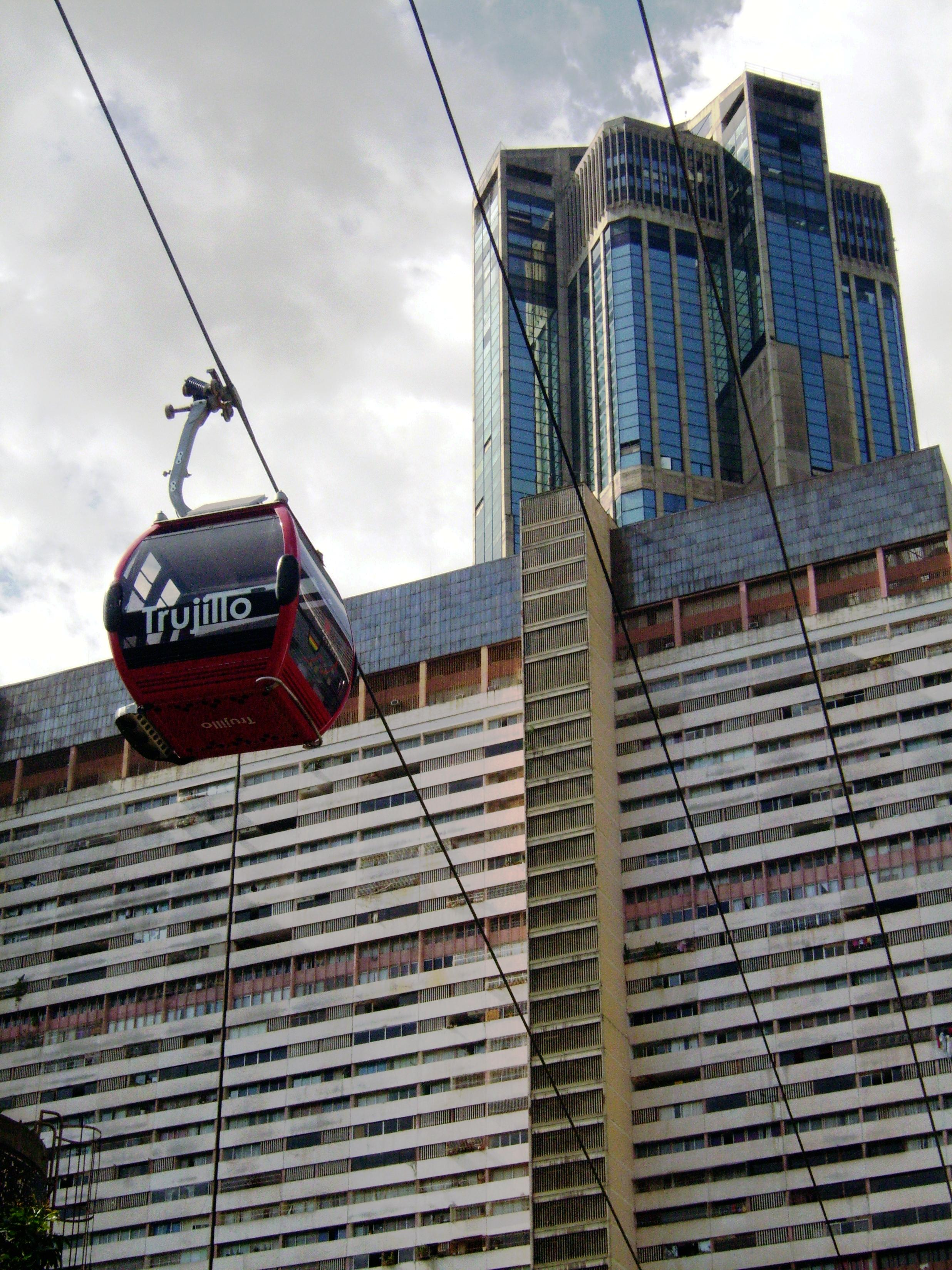
Metrocable de San Agustin Saliendo de Parque Central

Este sistema teleférico fue inaugurado en 2009 y cumple con la posibilidad de que habitantes de los barrios de Caracas ubicados habitualmente en sectores montañosos puedan transportarse de manera más rápida y segura al centro de la ciudad, tomando como funcionamiento de ser un sistema alimentador, similar al Metrobús. Actualmente está en funcionamiento dos tramos, uno en San Agustín, y el otro en Filas de Mariches. Se plantea verse nuevos tramos en La Dolorita, Petare Sur, Antímano, entre otras. En el 2011 recibió el Premio Construcción otorgado por la Cámara Venezolana de la Construcción.

### Cabletrén

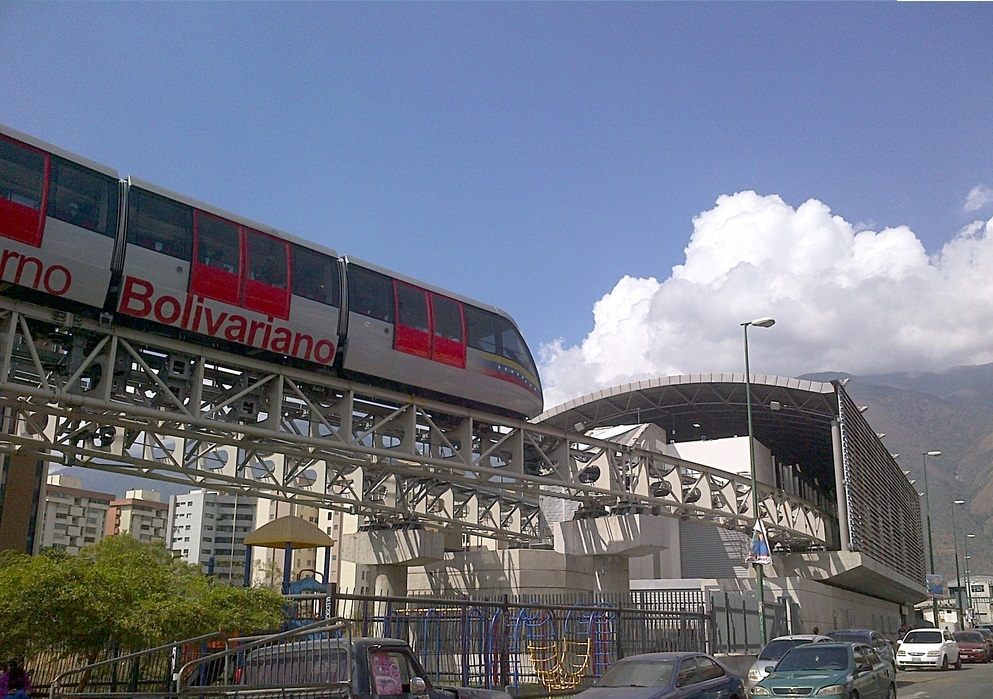
Cabletren bolivariano En Servicio.

El Cabletrén de Caracas o Cabletrén Petareño, (oficialmente Cabletrén Bolivariano) es un sistema de transporte hectométrico inaugurado en 2013 e integrado al Metro de Caracas. Fue ideado por la empresa austríaca Doppelmayr Cable Car. En el caso de Caracas, es construido con el fin de que los habitantes de sectores populares de la ciudad puedan acceder a las estaciones del metro de manera más eficaz y rápida. Se trata de un sistema automático (funciona sin conductores) de doble vía con plataformas centrales, prefabricado y ensamblado en Austria. Todo el recorrido es superficial. Las estaciones del Cabletrén se conectan con la estación Petare de la línea 1.

### BusCaracas

Unidad del BusCaracas entrando a la estación Socorro.

En 2012 fue inaugurado un sistema de buses articulados de vía rápida antiguamente denominado BusCaracas, posteriormente renombrado como Metrobús Caracas, el cual tiene como recorrido el área centro-norte al sur de la ciudad, tomando como tramos en las avenidas Fuerzas Armadas y Nueva Granada, y tiene estaciones terminales desde Los Ilustres hasta Las Flores. Este sistema ha estado en planificación desde 2001, siendo ejecutada su construcción desde mediados de 2007. Tras cinco años de construcción con diversos problemas, finalmente el mencionado tramo entra en funcionamiento. Se tenía previsto la planificación de nuevas rutas para interconectar aún más estaciones del sistema Metro, para luego abastecer áreas específicas donde este no tenga cobertura y se vea necesario un medio de transporte rápido. 
Como parte de la recuperación total del sistema que se estaba realizando desde inicios del 2024, los buses articulados se les dio el esquema clásico de los MetroBús, las estaciones serían igualmente pintadas con los colores alusivos al RAVAN y el verde que representa a las unidades, se adquirieron distintas unidades sedanes adaptadas para el patrullaje del corredor vial y el sistema dejaría aparentemente a un lado el nombre de "BusCaracas" para quedarse como una extensión del MetroBús y ''Linea 7 del Metro de Caracas''.

## Transferencias externas

### Metro de Los Teques

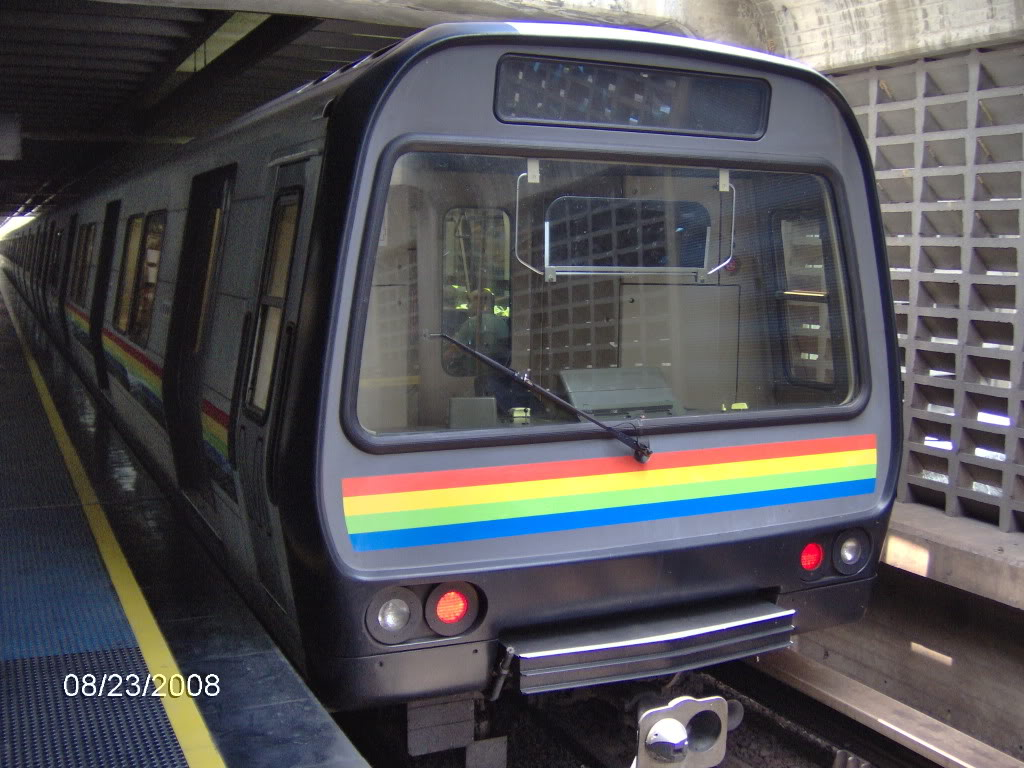
Modelo de tren 3, serie 4

El Metro de Los Teques es un sistema de metro suburbano que comunica a la ciudad de Los Teques (capital del estado Miranda) con la ciudad capital Caracas. En su primera línea a través a la transferencia en la estación común de Las Adjuntas. El mismo pertenece al Estado venezolano, adscrito al Ministerio del Poder Popular para Transporte Terrestre, y tiene como accionistas a la Gobernación del Estado Miranda, la C.A. Metro de Caracas y la Alcaldía de Guaicaipuro del estado Miranda, fue inaugurado de manera parcial el 3 de noviembre de 2006. El primer tramo sale de la estación Las Adjuntas del Metro de Caracas y culmina en la estación Alí Primera, antes conocido como El Tambor cual es el nombre del mismo sector de la ciudad donde se encuentra la estación en Los Teques, sin paradas intermedias con un costo aproximado de 800 millones de dólares. En la capital del país y en la región metropolitana, la empresa Odebrecht está ejecutando tres proyectos: la construcción de las líneas III y IV del Metro de Caracas y la Línea de Metro del municipio satélite de Los Teques. El 3 de noviembre de 2006, puesto que operaba en un horario especial (horas pico) entre las 5.00 y las 9.00 y luego de 17.00 a 23.00, y por una sola vía, ya que se seguían los trabajos para concluir la segunda vía, y durante las horas del día que se trabaje se debía interrumpir el servicio por la primera vía, esto hasta diciembre de 2007 cuando se esperaba que sistema operara de manera integral y en un horario similar al del Metro de Caracas.
Finalmente, el 22 de octubre de 2007, el Ministerio de Infraestructura inauguró la segunda vía de la primera línea del Metro Los Teques[cita requerida]
A partir del 19 de noviembre de 2007, el Metro de Los Teques comenzó tal como estaba previsto, a operar en horario corrido trasladando más de 40 mil usuarios diariamente.

### Sistema Ferroviario Nacional
Las etapas más importantes del Sistema Ferroviario Nacional  se encuentran en la región central, une al Distrito Capital, y los estados Miranda, Aragua, Carabobo y Guárico. El Sistema Ferroviario Central constituye el eslabón fundamental del Sistema Ferroviario Nacional, ya que permitirá la interconexión ferroviaria con las diferentes regiones del país. Este Sistema está enfocado hacia el desarrollo de un sistema multimodal de carga y pasajeros, que combine diferentes medios de transporte de manera integrada. Con él se aspira una mejor distribución y movilización de la carga y pasajeros. Además, de contribuir a la desconcentración del área metropolitana de Caracas, disminuyendo la dependencia de la capital del país y de los servicios del Aeropuerto Internacional de Maiquetía y del Puerto de La Guaira. Es la primera etapa del Sistema Ferroviario Central, el cual luego enlazará con Puerto Cabello.
En la estación La Rinconada, perteneciente a la Línea 3 del sistema, ubicada en las adyacencias del Hipódromo La Rinconada y del Poliedro de Caracas, los pasajeros pueden acceder a la estación Libertador Simón Bolívar del Sistema Ferroviario Central, que realiza viajes con destino a las ciudades dormitorio de Charallave y Cúa.
Posee alrededor de 7000 metros cuadrados de construcción, tiene operaciones integradas con los Trenes de los Valles del Tuy que conectan la ciudad de Caracas con Cúa, en el estado Miranda, además tiene la operación de un tren directo entre esta estación y la ubicada en El Valle. Su inauguración se produjo el 15 de octubre de 2006.[cita requerida]

## Gestión interna

### Mantenimiento y material rodante
La institución gestora de las obras relativas al Metro fue en primera instancia la Oficina de Proyectos y Obras del Metro de Caracas, creada en 1976 y adscrita a la Dirección General de Vialidad del Ministerio de Obras Públicas. Posteriormente, el 8 de agosto de 1977 dicho departamento fue sustituido por la Compañía Anónima Metro de Caracas, administrada por el mismo ministerio y que pasó a encargarse de la construcción y manejo de la red ferroviaria. Se estableció como objeto principal de la compañía «la construcción e instalación de las obras y equipos, tanto de infraestructura como de superestructura del Metro de Caracas, el mantenimiento de sus equipos, instalaciones y la operación, administración y explotación de dicho sistema de transporte, así como la construcción, dotación, operación y explotación de otras instalaciones y sistemas complementarios y auxiliares del subterráneo, tales como estacionamientos, sistemas superficiales, elevados, subterráneos de transporte urbano y suburbano».
A finales de la década de los años 90, el Metro de Caracas comienza a percibir deterioro en el sistema, por lo que desde 1997 se inician trabajos de rehabilitación de la Línea 1, así como los equipos existentes en él. Desde los años 2000 hasta la actualidad, ha pasado por una serie de intervenciones para la modernización y rehabilitación de cada uno de los componentes del sistema. En el año 2008 hasta el 2011, se ejecutó el plan de rehabilitación de las escaleras mecánicas del sistema, para restablecer el servicio en muchas de ellas donde no funcionaban. De igual manera, se ha visto distintos trabajos en todo el sistema Metro, siendo el más destacado, la rehabilitación de la Línea 1, donde se dio la sustitución total de la vía férrea, renovación del material rodante, sistemas eléctricos y de comunicación. Por su parte, la Línea 2 también ha recibido sus constantes sustituciones de vía férrea y de cableado para optimizar el funcionamiento del tramo.

La alimentación de todos los trenes del sistema es a través de la energía eléctrica con una alta tensión de 750 voltios de corriente continua. Los trenes cuentan con sistemas completamente automatizados, teniendo la cabina del conductor para el uso de herramientas exclusivas para que éste en caso de emergencia pueda utilizarlas; de igual modo, para la constante comunicación con el Centro de Control de Operaciones (CCO) y el cierre de las puertas. Todos los trenes cuentan con un ancho de vía de 1.435mm. Todas las líneas del sistema cuentan con vías adaptadas a rodadura férrea.

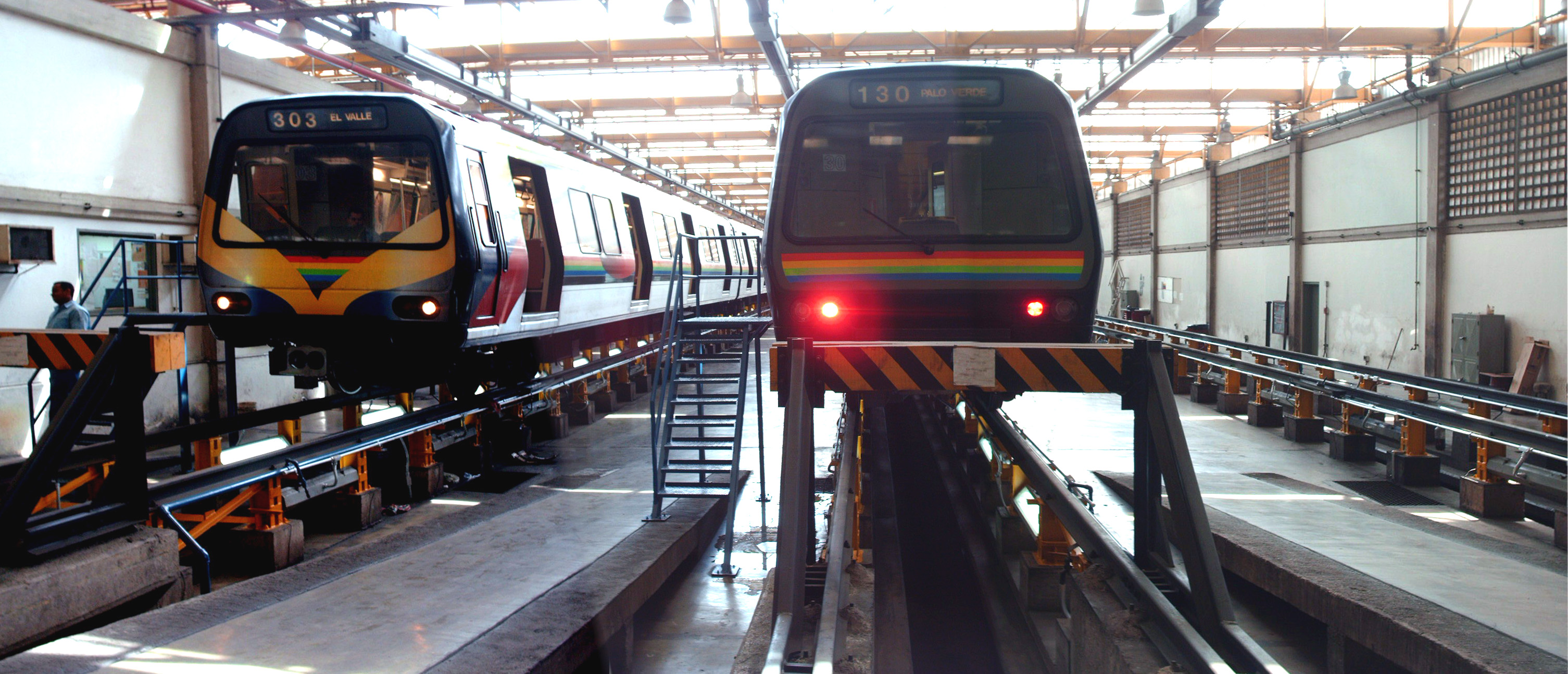
Patios 1 en Propatria. En la foto: trenes de la Serie 1 (anteriormente en la Línea 1) y de la Serie 3.

 En la actualidad, el Metro de Caracas conjuntamente con el Metro de Los Teques cuenta con 8 modelos de trenes correspondientes a cinco generaciones, siete de ellos fabricados por Alstom, y el único modelo restante fabricado por CAF. La primera generación es la única que cuenta con todos los vagones motrices y las generaciones siguientes cuentan con vagones remolques en conjunto a los vagones motricies. Hay una totalidad de 136 trenes para las Líneas 1, 2, 3 y 4. Para el caso del Metro de Los Teques se cuenta con 6 trenes, de las cuales se estarían integrando 22 trenes más para el año 2017.
El Metro de Caracas cuenta con la peculiaridad en que seis modelos (incluyendo el material rodante del Metro de Los Teques) tienen el mismo esquema visual. El diseño de los trenes cambia tras la incorporación de los Serie 6 para la Línea 1. Los Serie 1 hasta el 5, cumplen con el acabado metalizado en color plateado y la franja de colores conocida por las siglas RAVAN. En su interior, se puede visualizar colores marrones y crema para que el contrastado de la oscuridad de los túneles no sea tan fuerte, todos los trenes cuentan con vidrios semireflactantes para el exterior y evitar que la luz del sol afecte a los pasajeros que se encuentren dentro.
El mantenimiento de los trenes se realiza, para el caso de la Línea 1 en los Patios de Propatria, de las Líneas 2 y 4 en los Patios de Las Adjuntas y finalmente para la Línea 3 se hace mantenimiento correctivo en El Valle y mantenimiento mayor en Propatria. Los trenes pueden ser intercambiados entre todas las líneas, específicamente en la estación Plaza Venezuela, donde se conectan Línea 1, Línea 2/4 y Línea 3.
| Generación | Modelo                                      | Año de construcción | N.º de trenes | Composición | Constructora | Procedencia | Línea original | Línea actual |
| ---------- | ------------------------------------------- | ------------------- | ------------- | ----------- | ------------ | ----------- | -------------- | ------------ |
| Primera    | CIMT Lorraine Alsthom Atlantique "Serie 1". | 1981-1983           | 35            | 7 vagones   | Alstom       | Francia     |                |              |
| Primera    | CIMT Lorraine Alsthom Atlantique "Serie 2". | 1984-1986           | 20            | 7 vagones   | Alstom       | Francia     |                |              |
| Segunda    | GEC-Alsthom Bombardier (Siemens) "Serie 3". | 1993-1997           | 18            | 6 vagones   | Alstom       | Francia     |                |              |
| Tercera    | Alstom Bombardier "Serie 4".                | 2003-2004           | 8             | 6 vagones   | Alstom       | Francia     |                |              |
| Tercera    | Alstom Bombardier (Metrópolis) "Serie 8"    | 2005-2006           | 6             | 4 vagones   | Alstom       | Francia     |                |              |
| Tercera    | Alstom Bombardier (Metrópolis) "Serie 5".   | 2006-2007           | 7             | 6 vagones   | Alstom       | Francia     |                |              |
| Cuarta     | CAF - Renfe "Serie 6".                      | 2011-2012           | 48            | 7 vagones   | CAF          | España      |                |              |
| Quinta     | Alstom Metrópolis "Serie 9".                | 2014-2017           | 22            | 6 vagones   | Alstom       | Francia     |                |              |

| |
| Serie 1: Diseñado en 1977, siendo el primer modelo del sistema, original para la Línea 1. Hoy en día recorre las Líneas 2 y 4. |

| |
| Serie 2: Modelo original para la Línea 2, varios trenes fueron mudados a Línea 1 para abastecer la flota. Éste el primer modelo con paneles indicadores digitales y de indicadores terminales dentro de los vagones. Hoy en día recorre las Líneas 2 y 4. |

| |
| Serie 3: Modelo original para la Línea 3. Tras la mudanza de los Serie 2 a la Línea 1, un lote de éstos estuvieron temporalmente en L2/L4. Un tren estuvo temporalmente prestando servicio comercial en Metro Los Teques, mientras se hacía el cambio de la Serie 8 a la Serie 9. En la actualidad recorren L3 y un modelo híbrido en L2/L4. |

| |
| Serie 4: Modelo adquirido como refuerzo para la Línea 4, se introduce la sustitución de los paneles laterales de los asientos, por tubos tipo agarradera. Hoy en día recorre las Líneas 2 y 4. |

| |
| Serie 5: Modelo hermano del Serie 8, adquirido como refuerzo para la Línea 3. Hoy en día se encuentra en esta línea. Es el último modelo con el diseño original de 1977. |

| |
| Serie 6: Modelo seleccionado para la Rehabilitación de la Línea 1 en 2011. En 2024 se empezó con la rehabilitación de varios trenes, la Serie 6 recibiendo un cambio completo de esquema, representando a uno más clásico para la empresa de transporte. Actualmente recorre Línea 1. |

| |
| Serie 8: Modelo especial para el Metro de Los Teques, diseñado con motores adaptados a la geografía de la ubicación. Reemplazado por el modelo Serie 9. Actualmente recorre la Línea 3 del Metro de Caracas. |

| |
| Serie 9: Modelo especial para el Metro de Los Teques, diseñado con motores adaptados a la geografía de la ubicación, es el sustituto del modelo Serie 8. Actualmente circula en el Metro de Los Teques y en las Líneas 2 y 4 del Metro de Caracas. |

### Tipos de boletos (Antiguo sistema de cobro pre-SUVE)
Los boletos vendidos por la red del Metro de Caracas no poseen límite de estaciones y su tarifa es única para la totalidad del horario de prestación del servicio.
| Boleto                 | Color    | Cobertura                                                                              | Costo (para el año 2015) |
| ---------------------- | -------- | -------------------------------------------------------------------------------------- | ------------------------ |
| Simple                 | Amarillo | 1 viaje en Metro                                                                       | Bs. 4                    |
| Integrado              | Amarillo | 1 viaje en Metro 1 viaje en Metrobús                                                   | Bs. 6                    |
| Ida y vuelta           | Amarillo | 2 viajes en Metro                                                                      | Bs. 8                    |
| Ida y vuelta integrado | Amarillo | 2 viajes en Metro 2 viajes en Metrobús                                                 | Bs. 12                   |
| MultiAbono             | Naranja  | 10 viajes en Metro                                                                     | Bs. 36                   |
| MultiAbono integrado   | Naranja  | 10 viajes en Metro 10 viajes en Metrobús                                               | Bs. 54                   |
| Estudiantil simple     | Azul     | 10 viajes en Metrobús                                                                  | Bs. 0,9                  |
| Estudiantil integrado  | Azul     | 10 viajes en Metro 10 viajes en Metrobús                                               | Bs. 1,2                  |
| MetroTarjeta           | Rojo     | 20 viajes 30 viajes 40 viajes                                                          | Bs. 78 Bs. 108 Bs. 144   |
| MetroTarjeta integrada | Rojo     | 20 viajes (Metro y Metrobús) 30 viajes (Metro y Metrobús) 40 viajes (Metro y Metrobús) | Bs. 108 Bs. 162 Bs. 216  |

Adicionalmente, en las casetas del Metro de Caracas y del Metro de Los Teques se pueden adquirir boletos para los viajes de conexión entre ambas redes. La denominación y diseño de los boletos son idénticos, pero la tarifa difiere por dar cobertura a una red distinta a la de la ciudad capital. Por ende, y caso contrario a los usuarios de la red capitalina, los usuarios deben conservar el boleto para salir de la estación.
| Boleto (MLTQ) | Color    | Cobertura                       | Costo (para el año 2015) |
| ------------- | -------- | ------------------------------- | ------------------------ |
| Simple        | Amarillo | 1 viaje Metro CCS - Metro LTQ   | Bs. 8                    |
| Ida y vuelta  | Amarillo | 2 viajes Metro CCS - Metro LTQ  | Bs. 16                   |
| MultiAbono    | Naranja  | 10 viajes Metro CCS - Metro LTQ | Bs. 72                   |

Por decreto del Ministerio del Poder Popular para el Transporte y la Vicepresidencia de la República, por la reconversión monetaria que comenzó a regir desde el día 20 de agosto del año 2018 el nuevo pasaje del sistema metro se prefijó en 0.50 Bs. S (Bolívares Soberanos) o 50000 Bs.F (Bolívares Fuertes) como medida "temporal" (esta medida fue aplicada para todos los sistemas de transporte masivo a nivel nacional). 
A partir del 22 de junio de 2019, el precio del pasaje se fijó en 40 Bs.S, después de haberse encontrado desde principios del año 2019 con el acceso libre, debido a la escasez de boletos. Este nuevo precio trajo consigo un nuevo boleto único sin banda magnética, es decir, que yo se introducen en los lectores de los torniquetes, sino que se entregan a un empleado del metro para poder entrar al sistema de metro; estos nuevos boletos, por la falta de banda magnética, no incluyen boletos de 10 viajes.
En resumen, las tarifas que regían al año 2019 eran:
| Tipo de boleto o Tarjeta                                         | Color                          | Cobertura (cantidad de viajes)                                     | Tarifas MCCS-MLTe                                         |
| ---------------------------------------------------------------- | ------------------------------ | ------------------------------------------------------------------ | --------------------------------------------------------- |
| Simple Caracas                                                   | Marrón                         | 1 Viaje sin límite de estaciones + Metrobús                        | 40 Bs.S                                                   |
| Metro Tarjeta Tipo A (ya no disponible para la venta ni recarga) | Tren CAF en el frente          | 10 Viajes sin límite de estaciones (hecha de cartón)               | 400 Bs.S (solo recarga)                                   |
| Metro Tarjeta Tipo B (ya no disponible para venta ni recarga)    | Roja con los colores del Metro | De 10, 20 o 30 viajes sin límite de estaciones (hecha de plástico) | 1000.0 Bs.S la tarjeta + la cantidad que deseas recargar. |

A partir de enero de 2022, el Metro de Caracas oficializó aumento del pasaje. Se informó que el costo de un viaje es de 0,10 Bs.D mientras que el costo de la tarjeta se ubica en 5 Bs.D. Las tarjetas pueden ser recargadas con un monto mínimo de 1,00 Bs.D y un máximo de 30,00 Bs.D.

### Sistema de cobro SUVE
Desde el 2 de septiembre de 2024 el Metro de Caracas y sus auxiliares cuenta con el sistema de cobro "SUVE" el cual consiste de 3 tarjetas, una de color rojo para el público general, una de color azul para los estudiantes la cual tiene un descuento del 50% al momento de cobrar el pasaje y una de color amarillo para los adultos mayores o discapacitados la cual exonera del cobro de pasaje. Los boletos simples y cualquier otra tarjeta implementada anteriormente dejaron de venderse y la empresa únicamente ofrece las tarjetas del sistema SUVE, se pueden adquirir en cualquier caseta de operador con un costo de 30 Bs.D y un mínimo de 10 Bs.D de recarga (tarjeta amarilla exonerada del cobro de pasaje). Desde mayo de 2025, el pasaje general es de 15 Bs.D.
El Metro de Los Teques implementó este mismo sistema de cobro el 30 de noviembre de 2024.
Desde enero de 2025 está disponible la aplicación SUVE para teléfonos Android, la cual le permite al usuario gestionar desde el celular su tarjeta adquirida.
También se implementarán paulatinamente las máquinas de auto recarga de las tarjetas, hasta la fecha, marzo 2025, la única estación disponible con estas máquinas es Chacaíto de la Línea 1. 
| Tipo de tarjeta             | Color    | Cobertura (cantidad de viajes) | Tarifas MCCS-MLTe                                                  |
| --------------------------- | -------- | --- | ------------------------------------------------------------------ |
| Público general             | Rojo     | Mínimo se debe recargar 1 viaje de 15 Bs.D sin límite de estaciones y un máximo de 500 Bs.D de saldo. Cualquier usuario puede adquirirla y no tiene un límite de uso. | 40 Bs.D + la cantidad a recargar.                                  |
| Estudiantes                 | Azul     | Mínimo se debe recargar 1 viaje de 10 Bs.D sin límite de estaciones y un máximo de 500 Bs.D de saldo. Únicamente estudiantes que presenten su carnet o constancia de estudio vigente pueden adquirirlas. Cabe destacar que está tarjeta NO puede ser compartida, únicamente el dueño de la tarjeta puede utilizarla y a la hora de su uso en el torniquete, se debe esperar un periodo de 30 minutos antes de poder volver a utilizarse en el sistema y sus auxiliares. | 40 Bs.D + la cantidad a recargar (pasaje con un 50% de descuento.) |
| Adulto mayor/discapacitado. | Amarillo | Exonerado sin límite de estaciones. Únicamente adultos mayores identificados presentando su cédula de identidad o discapacitados con carnet del Conapdis pueden adquirirlas. Cabe destacar que está tarjeta NO puede ser compartida, únicamente el dueño de la tarjeta puede utilizarla y a la hora de su uso en el torniquete, se debe esperar un periodo de 30 minutos antes de poder volver a utilizarse en el sistema y sus auxiliares.                             | 40 Bs.D (pasaje exonerado)                                         |

### Recurso humano

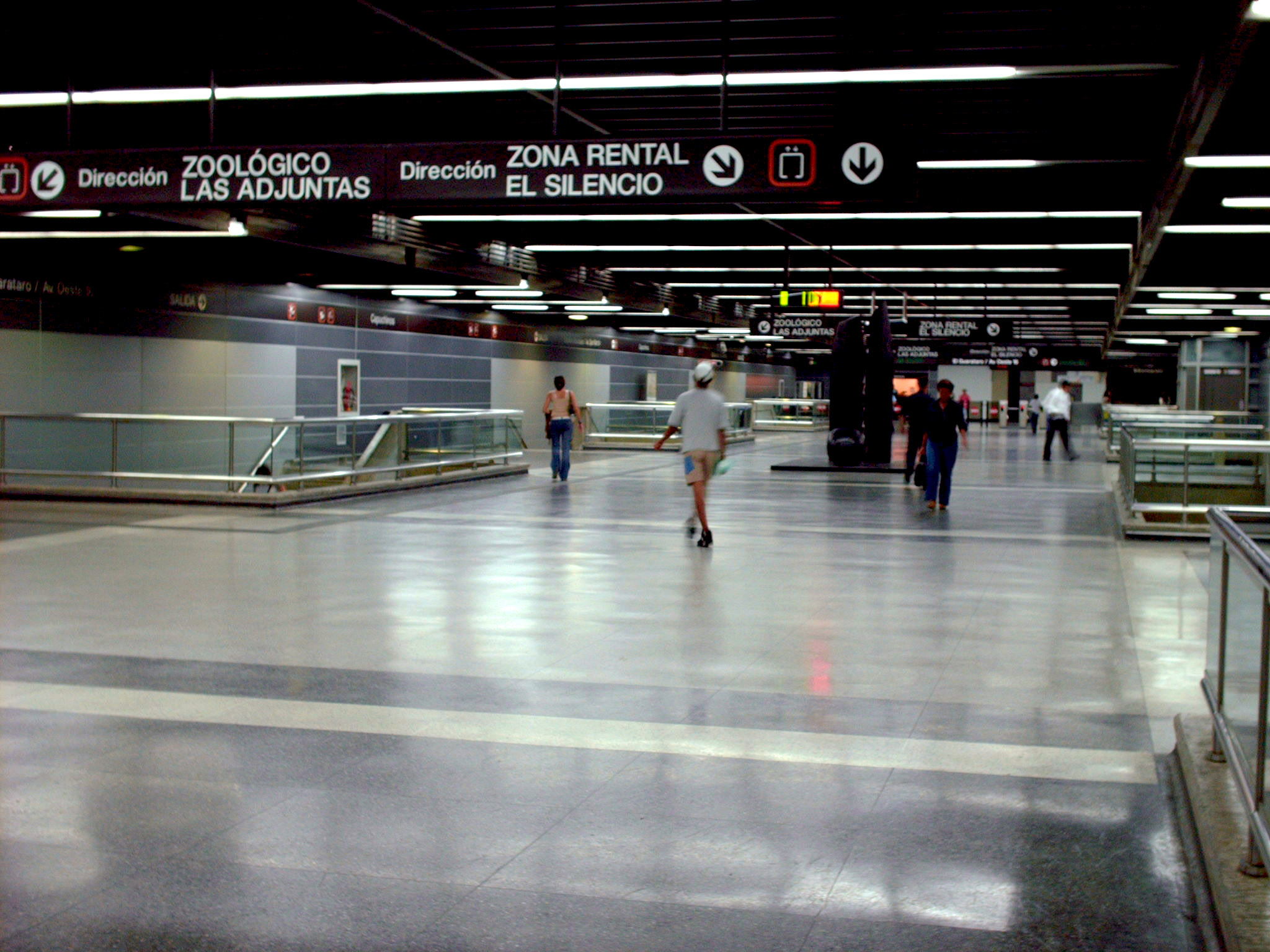
Estación Capuchinos, línea 2, ubicada en la Avenida San Martín.

El personal operativo del Metro, es capacitado para atención del usuario y de las diferentes eventualidades que se presentan en la operación comercial del sistema, por ello cuenta con una formación especial, ya que es el responsable del transporte, confort, seguridad y rapidez del viaje que realizan casi dos millones de pasajeros diariamente.
El recurso humano que tiene esta responsabilidad, está capacitado (según sus diferentes niveles) para dar respuesta inmediata a los requerimientos de los usuarios, por ello está formado académicamente en: Trato al Usuario, Primeros Auxilios y Defensa Personal. El personal operativo para identificarse cuentan con responsabilidades y uniformes diferenciados en cada sector operativo, los cuales se describen a continuación:
- Operador de Transporte Superficial (OTS) [MetroBus]:

Función: Responsable de la conducción de las unidades de Metrobús. Atención al Usuario.
Uniforme: Pantalón marrón, camisa beige manga corta, corbata marrón.
- Supervisor de Transporte Superficial (STS) [MetroBus]:

Función: Responsable de la regulación y control de los despachos de las unidades de Metrobús.
Uniforme: Pantalón marrón, camisa beige manga larga, corbata marrón.
- Operador en Servicio de Estaciones (OSE):

Función: Atención de los usuarios de Sistema Metro.
Uniforme: Pantalón azul, camisa azul manga corta, corbata azul claro.
- Operador en Servicio de Trenes (OST):

Función: Responsable de la conducción y ataques de fallas de los trenes.
Uniforme: Pantalón azul, camisa azul manga corta, corbata azul claro.
Uniforme: Pantalón Gris Oscuro, Camisa Blanca o Roja (Metro de Los Teques).
- Operador de Equipos (OSQ):

Función: Reconocimiento de fallas en trenes, vías y subestaciones eléctricas.
Uniforme: Pantalón azul, camisa azul manga corta, corbata azul oscuro.
Uniforme: Pantalón Gris Oscuro, Camisa Blanca o Roja (Metro de Los Teques).
- Operador de Protección (OSP):

Función: Velar por la seguridad de los usuarios y del resto del Personal Operativo del Sistema Metro.
Uniforme: Pantalón azul, camisa azul manga larga, corbata azul oscuro.
- Supervisor en Servicio de Estaciones (SBE):

Función: Supervisión del correcto funcionamiento de las estaciones del Sistema Metro.
Uniforme: Pantalón azul, camisa blanca manga larga, corbata roja.
- Operador Coordinador de Tráfico  (OCT) [Solo en Metro de Los Teques]:

Función: Administra el despacho de trenes desde los terminales Adjuntas andenes 3 y 4 y Ali Primera Andenes 1 y 2.
Uniforme: Pantalón gris oscuro, camisa blanca o roja con insignia de Metro Los teques, sin corbata.
- Supervisor de Tráfico (STR):

Función: Administra el despacho de trenes desde los terminales (Propatria, Palo Verde, Las Adjuntas, Zoológico, La Rinconada).
Uniforme: Pantalón azul, camisa blanca manga larga, corbata roja.
- Supervisor de Equipos o Supervisor de Torre (SBQ):

Función: Supervisión del movimiento de trenes en vías de estacionamiento, vía de prueba (solo en Patio II), máquinas de lavado y talleres de Patio I (Propatria) y Patio II (Adjuntas).
Uniforme: Pantalón azul, camisa blanca manga larga, corbata roja.
- Controlador de Tráfico (CTR):

Función: Supervisión de la regulación y movimiento de los trenes en las líneas 1, 2, 3, 4, Metro de Los Teques y coordina trabajos de mantenimiento en las estaciones y en las líneas desde el Centro de Control de Operaciones (CCO).
Uniforme: Pantalón azul, camisa blanca manga larga, corbata azul oscuro.
- Inspector de Estaciones (IBE):

Función: Velar por el normal funcionamiento de las estaciones del Sistema Metro.
Uniforme: Pantalón azul, camisa blanca manga larga, corbata azul oscuro.
- Inspector de Tráfico  (ITF):

Función: Velar por el normal funcionamiento del tráfico de trenes.
Uniforme: Pantalón azul, camisa blanca manga larga, corbata azul oscuro.
- Inspector de Control  (ISC):

Función: Velar por el normal funcionamiento del Centro Control de Operaciones (CCO).
Uniforme: Pantalón azul, camisa blanca manga larga, corbata azul oscuro.
Para agosto de 2009

### Servicios

#### Venta externa (Ya no utilizado)
Es un esquema implantado por la C.A. Metro de Caracas para vender al por mayor los boletos que permiten la utilización del Sistema de Transporte Metro y de las unidades del Sistema de Transporte Superficial (Metrobús). Las ventas son realizadas por la C.A. Metro de Caracas a los Compradores al por Mayor y por estos últimos a los Puntos de Venta (kioscos y locales comerciales) autorizados, para su venta final a los usuarios.

#### Ventas corporativas (Ya no utilizado)
Fue un programa que consistía en la venta al por mayor de boletos, de cualquier denominación (excepto el boleto estudiantil), a empresas e instituciones ubicadas en las áreas donde el Sistema Metro-Metrobús prestaba sus servicios.
La empresa, al afiliarse gratuitamente al programa, recibirá un carné que la identificará como afiliada, y aportará como beneficio un mayor ahorro de tiempo, ahorro de precios —con un descuento de hasta 5%—, evitar las colas en las estaciones para adquirir los boletos de la empresa, la programación de la compra de los boletos que el afiliado requiera para realizar sus viajes, y la compra de boletos a familiares.

### Normas preferenciales
En general, los usuarios del Metro deben cumplir con las normas establecidas por la C. A. Metro de Caracas para el correcto uso y permanencia en los mismos. En caso de incumplimiento, los Usuarios infractores incurrirán en las responsabilidades contempladas en las leyes que regulan cada materia. Pero se debe destacar un grupo de normas que otorgan preferencias a personas especiales algunas de ellas son:
- El boleto preferencial deberá portarlo solo el beneficiario debidamente autorizado.

- Solo se permitirá el acceso por la puerta trasera en las Unidades de Metrobús, a los beneficiarios con capacidad de movilidad reducida.

- Solo se permitirá el ingreso de animales debidamente certificados para la asistencia a personas con discapacidad.

- El uso de los ascensores ubicados dentro de las estaciones está destinado solo para mujeres embarazadas, personas con discapacidad y adultos mayores.

- Las Unidades de Metrobús destinadas a Rutas Preferenciales, son exclusivamente para personas con discapacidad que se dirijan a los Centros Asistenciales.

- Las áreas y asientos preferenciales identificados en color azul, ubicados en las Estaciones, Trenes y Unidades de Metrobús, solo están destinados para mujeres embarazadas, personas con discapacidad y adultos mayores.[27]

## Incidentes
El Metro de Caracas ha tenido diversos incidentes desde su inauguración, algunos de estos tan antiguos que la información documentada se ha perdido, otros mantenidos dentro de la empresa y no documentados al público y otros incidentes desde menores a graves documentados a lo largo de los tiempos. Cabe mencionar que entre 2017 y 2025 es común incidentes relacionados con la falta de mantenimiento de trenes o relacionados con el suministro eléctrico, muchos de esos incidentes no se relatan en este artículo.
- El 30 de julio de 2007, se produjo una colisión que cobró la vida de 1 persona e hirió a otras 11. Ocurrió en la Línea 1 en la estación Plaza Sucre a las 9:09 a. m., cuando un tren que se dirigía en dirección a Propatria se detuvo en la plataforma. Fue golpeado por detrás por otro que viajaba en la misma dirección. Aunque ha habido mucha especulación sobre la causa del accidente, está claro que hubo un defecto en el sistema de frenos de emergencia; el centro de control operacional de la estación La Hoyada nunca activó el mecanismo de frenado automático cuando un tren se acerca a un segundo tren.[28]
- El 12 de noviembre de 2010, 33 personas fueron arrestadas después de organizar una protesta en la Estación Propatria por el servicio cada vez más deteriorado en el Metro.[29]
- El 23 de enero de 2017, miles de venezolanos protestaron en todo el país, el gobierno acordonó la marcha prevista con las áreas de la policía y cerró todos los sistemas de transporte y metro del área capitalina.[30]
- Durante las protestas de 2017, era común que el gobierno cerrara las estaciones de Metro. El 4 de abril se cerraron doce estaciones de metro; el 8 de abril, se cerraron 16 estaciones de metro y 19 rutas de Caracas Metrobús.
- El 13 de abril, se cerraron 27 estaciones,[31] y el 26 de abril, el metro se cerró completamente después de estar abierto durante dos horas, junto con la suspensión de los servicios de Metrobús y Bus Caracas.[32]
- El 14 de febrero de 2018, los usuarios de metro tuvieron que cruzar los túneles del metro después de una falla eléctrica.[33]
- En mayo de 2018, el metro dejó de emitir boletos y liberó el sistema de cobro debido a la falta de papel para imprimir los boletos.[34]
- En marzo de 2019, el metro estuvo fuera de servicio por varios días debido a un apagón de energía causado en la Central Hidroeléctrica Simón Bolívar por la mala situación política y económica del país.[35]
- El 17 de agosto de 2019, un tren se descarriló mientras pasaba por el cambiavías de la estación Los Dos Caminos, dejando 8 heridos, viéndose obligados a cerrar temporalmente el tramo comprendido entre las estaciones Chacaito y Palo Verde.[36]
- El 10 de diciembre de 2020, descarriló un tren de la Línea 2 entre Mamera y Caricuao, dejando una persona lesionada.[37]
- Entre febrero y mayo de 2024, dos personas cayeron a las vías en la estación Agua Salud.
- El 29 de julio de 2024, se produjeron protestas debido al resultado de las elecciones presidenciales del 28 de julio. Varias estaciones del metro fueron vandalizadas debido a esto y varias estaciones en diversas líneas no prestaron servicio comercial.[38] A partir del 1 de agosto, el metro fue reabriendo paulatinamente y con normalidad.